# Lepidium kirkii
Lepidium kirkii är en korsblommig växtart som beskrevs av Donald Petrie. Lepidium kirkii ingår i släktet krassingar, och familjen korsblommiga växter. Inga underarter finns listade i Catalogue of Life.